# Hammer (West Sussex)
Hammer – osada w Anglii, w hrabstwie West Sussex, w dystrykcie Chichester. Leży 274 km na północny zachód od miasta Chichester i 245 km na północny zachód od Londynu.